# Apertura de crédito

## Contrato de apertura de crédito
Contrato en virtud del cual el acreditante se obliga a otorgar una suma de dinero a disposición del acreditado o a contraer por cuenta de este una obligación para que haga uso del crédito concedido en la forma, términos y condiciones convenidos, quedando obligado el acreditado a restituir al acreditante las sumas de que disponga y cubrirlo oportunamente por el importe de la obligación que contrajo; en todo caso, pagar los interés, prestaciones, gastos y comisiones que se estipulen.
La apertura de crédito es un contrato ubicado en la práctica bancaria, considerado por la ley de instituciones de crédito como una operación activa, y aun cuando estamos en presencia de un contrato que no es privativo de la práctica bancaria, es en ella donde se ha desarrollado, en la que además existen diversas referencias normativas que delimitan el marco regulatorio al que deben sujetarse las instituciones de crédito, cuándo realizar esta operación activa, conceden  financiamientos.
En el año de 1932 el contrato apertura de crédito se incorporó a la actividad mercantil gracias a la expedición de la ley General de títulos y operaciones de crédito.

## Características
- Típico: Acto jurídico regulado por la ley.
- Principal: No requiere de otro contrato para su existencia.
- Formal: Se debe realizar por escrito.
- Adhesión: Las cláusulas son establecidas por el acreditante.
- Tracto sucesivo: Las prestaciones pactadas serán otorgadas en distintos momentos.
- Instantáneo: Las prestaciones pactadas serán otorgadas en una sola emisión.
- Bilateral: Las partes tienen derechos y obligaciones recíprocos.
- Oneroso: Se desea obtener un lucro.
- Conmutativo: Las partes conocen los provechos y gravámenes desde la celebración del contrato.

## Apertura de crédito simple
La apertura de este crédito se presenta cuando el acreditante que obliga a poner a disposición del acreditado una determinada suma de dinero para su disposición en los términos pactados.

### En dinero
Se da cuando el acreditante se obliga a poner a disposición del acreditado una suma determinada de dinero para que este disponga de ella en los términos pactados.

### En cuanto a la firma
Se establece que el acreditante pone a servicio del acreditado una cantidad proporcional a su capacidad crediticia, por su cuenta una obligación.

### Por la forma de disponer del crédito
Puede ser de dos modalidades; simple o cuenta corriente.

#### Modalidad simple
Se agota con una sola disposición económica del acreditado, en un solo acto.

#### Modalidad en cuenta corriente
Se establece cuando el acreditado dispone de dicha cantidad en la forma y plazos fijados por las partes.
La apertura de crédito en cuenta corriente normalmente se otorga para apoyar la Industria, Agricultura, ganadería, la avicultura, es decir, actividades de procesos más o menos largos.

## Apertura de crédito de habilitación o avío y apertura de crédito refaccionario
El crédito de habilitación o avió y crédito refaccionario se estipulan con el propósito de impulsar a la industria y el comercio pero tienen diferencias en cuanto al destino de tal crédito.

### El crédito de habilitación o avío
Se consume a favor de la adquisición de materias primas, salarios o gastos percibidos directamente de las funciones de la empresa, esto es, el crédito lo consume de inmediato para producir nuevos bienes para la empresa.

### La apertura de crédito refaccionario
Se adquiere por bienes muebles o inmuebles de larga utilidad a diferencia de la habilitación o avío.

### Modalidades del contrato
Aún con el contrato se ha fijado el importe del crédito en el plazo que tiene derecho hacer uso del acreditado, pueden las partes convenir en que cualquiera o una sola de ellas estará facultada para restringir el uno o el otro, vamos a la vez, para denunciar el contrato a partir de una fecha determinada o en cualquier tiempo, mediante aviso dado a la otra parte en la forma prevista en el contrato, o a falta, ante notario o corredor, en su defecto, por conducto de la primera autoridad política de lugar de su residencia. 
La apertura de crédito en cuenta corriente da derecho al acreditado a hacer remesas, antes de la fecha fijada para liquidación, en reembolso parcial o total de las disposiciones que previamente hubiere hecho, quedando facultado, mientras el contrato lo concluya, para disponer en la forma pactada del saldo que resuelve a su favor. 
La aceptación, el endoso, el aval o la suscripción del documento así como la ejecución del acto del que resulte la obligación que contraiga el acreditante por cuenta del acreditado. La apertura de crédito simple o en cuenta corriente, puede ser pactada con garantía personal o real. La garantía se entenderá extendida, salvo pacto en contrario, a las cantidades de que el acreditado haga uso dentro de los límites del crédito. 
El otorgamiento o transmisión de un título de crédito o de cualquier otro documento por el acreditado al acreditante, como reconocimiento del adeudo que a cargo de aquel resulte en virtud de las disposiciones que haga del crédito concedido, no facultan al acreditante para desconectar o ceder el crédito así documentado , antes de su vencimiento, sino cuando el acreditado lo autorice a ello expresamente.
Para la concesión de los créditos bancarios siempre se requiere el otorgamiento de garantía:
Tanto en los créditos de habitación o avío como en los refaccionarios, la garantía de cumplimiento de las obligaciones de los acreditados se hace consistir los propios bienes que se adquieran con motivo de la aplicación del crédito o bien producidos por ellos.
El crédito debe de ser destinado para el objeto señalado en el contrato, lo cual supone una vigilancia por parte del acreditante ya que si el acreditado da el crédito un destino diferente al pactado en el contrato, su incumplimiento producirá su rescisión, al incurrir el acreditado en una de las causas de vencimiento anticipado, lo que permite la acreditante exigir el reembolso de la cantidad otorgada y accesorios.
El cumplimiento de las obligaciones derivadas de un contrato debe ser completo, de tal suerte que actos de desvío, distintos a su cumplimiento, el aspecto relativo a la aplicación de crédito, da derecho al acreditante rescindir el contrato, dar por vencido anticipadamente la obligación, de exigir el reembolso del principal e interés. La rescisión trae como consecuencia el vencimiento anticipado de la obligación y la exigencia del pago inmediato del adeudo.

## Causas de extinción
Puede darse por terminado tal contrato por formas; ordinarias o extraordinarias.
Las manera ordinaria de extinguirse es aquella que se sabe desde que se firma el contrato; como lo son: el haber dispuesto la totalidad del crédito, por el cumplimiento del plazo convenido, darlo por terminado unilateralmente una vez cumplido el plazo forzoso sin incurrir en incumplimiento y por lo que refiere a la manera extraordinaria es la que no se consideró al momento de contratar como lo es por la muerte, interdicción y ausencia del acreditado o por disolución de la sociedad que concedió el crédito.